# Лосано, Ирма
Суса́на И́рма Лоса́но Гонса́лес (исп. Susana Irma Lozano González; 24 августа 1943, Монтеррей, Мексика — 21 октября 2013, Мехико, Мексика) — мексиканская актриса.

## Биография
Родилась 24 августа 1943 года в семье Рамиро Лосано и Сусаны Гонсалес. Росла в многодетной семье со своими сестрой Кристиной и братом Рамиро. 

Получила образование в Colegio de Monjas. В 1963 году начала свою творческую карьеру в театре, выйдя на сцену в спектакле «La luna es azul». В этом же году состоялся и её дебют на телевидении в теленовелле «La Culpa de los Padres». 
 В 1970 году исполнила роль Луисы в первой версии теленовеллы «Yesenia» . В 1971 году исполнила эту же роль в фильме-ремейке «Есения», где снималась вместе с Жаклин Андере и Хорхе Лаватом. В России её помнили по сериалам Дикая Роза и Моя вторая мама, а также по фильму Есения. Всего актриса снялась в 68 фильмах и сериалах. Последней теленовеллой с участием актрисы является Как говорится.

### Тяжёлая болезнь и смерть
В начале 2013 года актриса серьёзно заболела: у неё диагностировали рак слюнных желёз. Всё началось с боли во рту, которая продолжала прогрессировать, несмотря на попытки актрисы бороться с болезнью. Даже пришлось вырезать опухоль в щеке. Актриса сильно постарела как внешне, так и внутренне. Сообщения о болезни актрисы не сходило с заголовков газет, пока та мужественно боролась до конца. Но лечение к большому сожалению не дало никаких результатов, несмотря на огромную сумму, перечисленную ей поклонниками. Для поддержания жизни актрисы даже давались благотворительные концерты. О болезни актрисы знала не только вся Мексика, но и также вся Латинская Америка.
Скончалась рано утром 21 октября 2013 года. Смерть актрисы потрясла всех мексиканцев от мала до велика, многие даже плакали, узнав о невосполнимой утрате. Похороны актрисы вылились в общенациональный траур с отменой развлекательных телепередач. Последний покой актриса встретила на кладбище Пантеон. На следующий день после похорон на ТВ шёл день Ирмы Лосано, где демонстрировались самые яркие фильмы с её участием и яркие отрывки из телесериалов.

## Личная жизнь
Её первым мужем был актёр Хосе Алонсо. В браке родилась дочь Мария Ребека, тоже актриса. Во втором браке с Омаром Гонсалесом родился сын Рафаэль Омар, актёр.

## Творчество

### Теленовеллы
- 1963 — Вина отцов / La Culpa de los Padres (сериал)
- 1963 — Эгоистичные матери / Madres Egoistas (сериал)
- 1964 — История труса / Historia de un Cobarde (сериал)
- 1964 — Боль жизни / El Dolor de Vivir (сериал)
- 1965 — Бабушки / Las Abuelas (сериал)
- 1966 — Мария Исабель / Maria Isabel (сериал) — Роза Исела / Гарсиела
- 1966 — Право на рождение / El Derecho de Nacer — Анита
- 1966 — Пас / El medio pelo (сериал) — Аурорита Перес Гарсия
- 1967 — Анита де Монтемар / Anita de Montemar (сериал) — Алисия
- 1967 — Цвет вашей кожи / Un color para tu piel (сериал)
- 1967 — Планета гигантов / Gigantes planetarios — Анис
- 1967 — «Прощай, брат» / «Adios cuñado»
- 1967 — Дон Жуан 67 / Don Juan 67 — Делия
- 1967 — Суд наших детей / El juicio de nuestros hijos (сериал)
- 1967 — Фелипа Санчес — маркитантка / Felipa Sanchez, la soldadera (сериал) — Лолита
- 1967 — Тоска о прошлом (сериал) / Angustia del pasado
- 1968 — Мария Исабель / María Isabel — Грасиела Перейра
- 1968 — Сексуальный агент 00 / Agente 00 Sexy — Глория
- 1968 — Любовь Хуана Черраскеадо / Los amores de Juan Charrasqueado — Хуанито (голос)
- 1968 — Руби / Rubi (сериал) — Марибель де ла Фуэнте
- 1968 — День свадьбы / El día de la boda — Марта
- 1968 — Женщины без любви / Mujeres sin amor (сериал)
- 1968 — Молодость — божественное сокровище / Juventud divino tesoro (сериал)
- 1970 — Yesenia (Есения) — Луиса
- 1970 — Mariana (Мариана)
- 1985 — Vivir un Poco (Прожить немного)
- 1986 — Pobre Juventud (Бедная юность)
- 1987 — Дикая Роза — Полетт Монтеро де Мендисабаль (дубл.Раиса Рязанова)
- 1989 — Моя вторая мама — Мария
- 1990 — Balada por un Amor (Баллада о любви_)
- 1990 — Amor de Nadie (Ничья любовь) — Бетти
- 1996 — Умереть дважды — Кармен
- 1996 — Марисоль — София Гарсес дель Валье
- 2000 — Carita de Angel (Личико ангела)— Альтаграсия Ривера
- 2001 — Злоумышленница — Лаура
- 2004 — Mision S.O.S. (Миссия спасения) — Клеменсия Мартинес
- 2007 — Destilando amor — Констанца
- 2008 — Palabra de mujer (Слово женщины) — Карлота
- 2008 — Un gancho al corazón — Тереса Гарсия
- 1970 - Белые розы для моей чёрной сестры

### Кино
- 1965 — Gigantes plantarios
- 1966 — Don Juan67
- 1970 — Cruz de Amor
- 1970 — Rosas blancas para mi hermana negra
- 1971 — Есения — Луиса
- 1981 — El Robo imposible

### Театр
- La luna azul
- Los signos del Zodiaco
- Tres autenticos Angelitos
- El casado casa quiere
- Tu y yo igual amor